# Glaciál
Glaciál (z lat. glacialis, ledový) je časový úsek (tisíce let) v rámci doby ledové, který se vyznačuje nižšími teplotami a rozšířením ledovců. Interglaciály jsou naopak období teplejšího klimatu mezi glaciály. Poslední glaciál skončil přibližně 15 000 B.P. Holocén je současný interglaciál. Doba, kdy na Zemi není žádný ledovec, je považována za skleníkový stav klimatu.

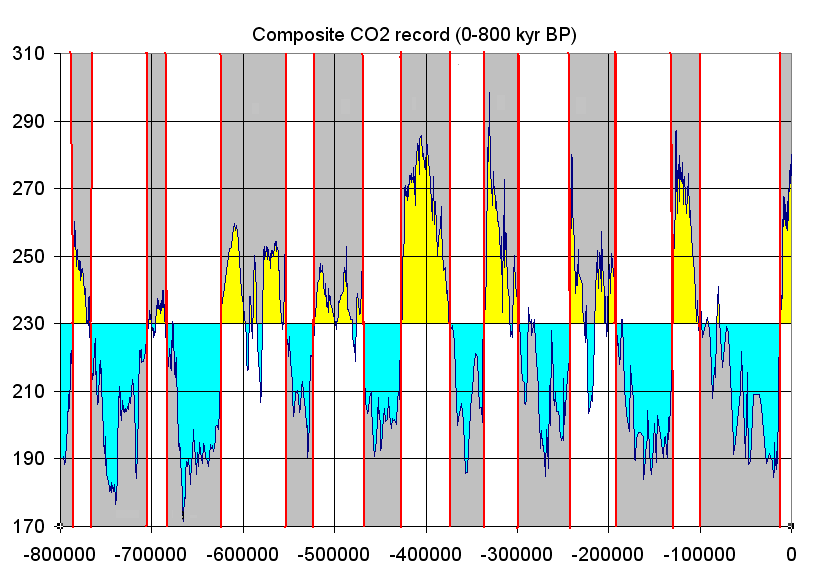
Ledové a meziledové cykly reprezentované atmosférickým CO_{2}, měřeným ze vzorků ledových jader starých 800 000 let.

## Období čtvrtohor
Ve čtvrtohorách, které začaly asi 2,6 milionu let B.P., proběhla řada glaciálů a interglaciálů. Jen za posledních 740 000 let proběhlo nejméně osm glaciálních cyklů. Historické názvosloví obvykle vycházelo z pozemního geologického výzkumu, vztahovalo se k místnímu, především evropskému a severoamerickému zalednění (například k postupu severoevropského kontinentálního či alpského horského ledovce) a lišilo se podle regionů. V současnosti toto názvosloví ustupuje číselnému označení pomocí mořského izotopového stupně (MIS), kdy teplejší období jsou označena ve směru od současnosti do minulosti lichými čísly a chladnější sudými. 

### Předposlední glaciál
Předposlední glaciál (MIS 6) začal přibližně 194 000 B.P. a podle historického názvosloví v Evropě odpovídá pozdní fázi sálského (podle řeky Sála, německy Saale) či  rissenského či (podle řeky Riss) zalednění. Skončil zhruba 130 000 B.P., kdy začal eemský (nebo též rissensko-würmský) interglaciál (MIS 5e).

### Poslední glaciál
Poslední glaciál (MIS 2–4) odpovídá v Evropě viselskému (podle řeky Visla, německy Weichsel) a würmskému (podle řeky Würm) zalednění a v Severní Americe wisconsinskému zalednění. Začal asi 115 000 B.P. Poslední glaciální maximum (MIS 2) nastalo zhruba 26–20 tisíci B.P. a v Evropě tehdy dosáhl ledový příkrov severního Německa. Oteplovat se začalo zhruba 14 600 lety B.P. (pozdní ledovcový či též bøllinksko-allerødský interstadiál), poté však opět přišlo dočasné ochlazení známé jako mladší dryas, které definitivně skončilo asi 11 700 B.P. Následoval holocén. Ledovce, které se během posledního glaciálu vyskytly, pokrývaly mnoho oblastí severní polokoule a mají různá jména v závislosti na svém geografickém rozšíření. Kromě würmského, viselského a wisconsinského jsou to například devenský (ve Velké Británii), didlandský (v Irsku), Ta-li (ve východní Číně), Pej-jie (v severní Číně), Tchaj-paj (v Šen-si), Luo-ťi Šan (v jihozápadním Sečuánu), Ca-ku-nao (v severozápadním Sečuánu), Tchien-čch' (v Ťan-šanu), Džomolangma (v Himálaji) a Llanquihue (v Chile).  

## Další doba ledová
Jelikož jsou orbitální změny předvídatelné, mohou počítačové modely, které dávají do souvislosti orbitální změny s klimatem, předpovídat budoucí klimatické možnosti. Práce Bergera a Loutra naznačují, že současné teplé klima může trvat dalších 50 000 let. Množství skleníkových plynů, které se uvolňují do oceánů a atmosféry Země, může oddálit příští dobu ledovou o dalších 50 000 let.